# أوباخ-بالنبرغ
أوباخ بالنبرغ (بالألمانية: Übach-Palenberg) هي مدينة وبلدة ألمانية تقع في ألمانيا في هاينسبرغ. يقدر عدد سكانها بـ 25,206 نسمة .